# Operació Plom Fos
L'Operació Plom Fos fou una operació militar israeliana per acabar segons el govern d'Israel amb el llançament de coets Qassam, per part de Hamas, dintre de territori israelià. Va tenir lloc entre el 27 de desembre de 2008 i el 18 de gener de 2009, i va acabar amb l'alto el foc per les dues parts. Al món àrab, el conflicte també s'anomenà La Massacre de Gaza, mentre que Hamas l'anomenà La Batalla d'al-Furqan.

## Reaccions de la comunitat internacional
La comunitat internacional va reaccionar de forma diversa, la major part de països i organitzacions internacionals van criticar tant el llançament de coets Qassam contra Israel per part de Hamas com la resposta de l'exèrcit israelià.

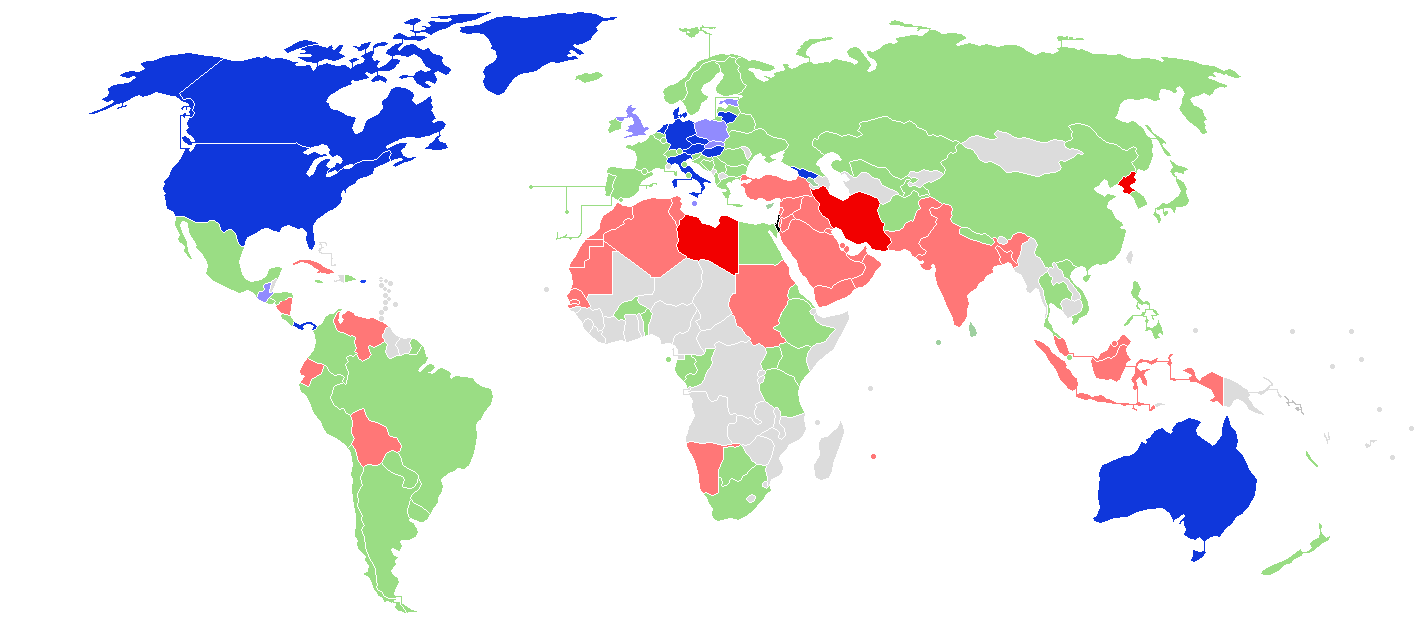
Reaccions de la comunitat internacional sobre l'Operació Plom Fos
Israel-Gaza
Estats que van donar suport a la posició d'Israel.
Estat que només van condemnar a l'acció de Hamas.
Estats que van donar suport a la posició de Hamas.
Estats que només van condemnar l'acció d'Israel.
Estats que van demanar que es posés fi a les hostilitats per ambdues parts.
Estats que no van fer declaracions oficials sobre el conflicte.